# Крим (Словенія)
Крим (словен. Krim) — гора висотою 1107 м в центральній Словенії, частина Динарських Альп.
З 1970 по 1991 рік, вся гора була у використанні Югославської народної армії. У роки Другої світової війни на горі був партизанський шпиталь.